# Qimeng
Qimeng är en ort i Kina. Den ligger i provinsen Guizhou, i den sydvästra delen av landet, omkring 240 kilometer öster om provinshuvudstaden Guiyang. Antalet invånare är 1 362.